# SM Tb 66F
SM Tb 66F – austro-węgierski torpedowiec z początku XX wieku i okresu I wojny światowej, siedemnasta jednostka typu Kaiman. Do 1913 roku nosił nazwę Skorpion, od roku 1917 sam numer 66 – skrót przed numerem SM Tb oznaczał Seiner Majestät Torpedoboot (torpedowiec Jego Cesarskiej Mości).

## Historia
Stępkę pod budowę okrętu położono w stoczni Danubius-Werft w Fiume (ob. Rijeka) 14 sierpnia 1907 roku, kadłub wodowano 15 listopada 1908 roku, a okręt oddano do służby 22 stycznia 1909 roku. Wraz z budowanymi równolegle „Triton” i „Hydra” należał do pierwszych torpedowców tego typu zbudowanych we Fiume. Początkowo nosił nazwę „Skorpion”, lecz od 1 stycznia 1914 roku zastąpiono ją przez alfanumeryczne oznaczenie 66 F („F” oznaczało, że okręt zbudowano w Fiume). Rozkazem z 21 maja 1917 roku z oznaczenia torpedowca usunięto ostatnią literę i do końca wojny nosił on tylko numer 66.
Okręt brał udział w I wojnie światowej. Wraz z Tb 65F zatopił 14 lipca 1916 roku włoski okręt podwodny „Balilla” koło wyspy Vis (Lissa).
Po wojnie okręt w ramach podziału floty Austro-Węgier przekazano Wielkiej Brytanii, która sprzedała go w 1920 roku włoskiej stoczni złomowej.

## Opis
Okręt posiadał dwa kotły parowe typu Yarrow i jedną pionową czterocylindrową maszynę parową potrójnego rozprężania. Okręt uzbrojony był w cztery armaty kalibru 47 mm L/33 (po dwie na każdej z burt) oraz trzy wyrzutnie torped kalibru 450 mm. W 1915 roku uzbrojenie wzmocniono pojedynczym karabinem maszynowym Schwarzlose 8 mm.